# Víctor Font
Víctor Font Manté (Granollers, 12 de agosto de 1972) es un empresario español, cofundador y CEO de Delta Partners Group, empresa de servicios profesionales (consultoría estratégica, banca de inversión e inversiones) centrada en los sectores de telecomunicaciones, medio de comunicación y tecnología. Es uno de los fundadores del periódico Ara, editado en Barcelona desde 2010. En 2018 se postuló como candidato a la presidencia del Fútbol Club Barcelona.

## Inicios
Font estudió una licenciatura en administración y dirección de empresas y un MBA en ESADE en Barcelona y realizó un programa de intercambio en Gestión Internacional en la Universidad de Georgetown, Washington D. C.
Antes de fundar Delta Partners, Font fue socio en Oliver Wyman (entonces DiamondCluster) en São  Paulo, Barcelona y Dubái, donde fue designado miembro del Comité Ejecutivo de la empresa para Europa, América Latina y Oriente Medio.

## FC Barcelona
Víctor Font anunció en junio de 2018 que se presentaría como candidato de la plataforma “Sí al futur” (del catalán: 'Sí al Futuro') a las próximas elecciones que se celebrasen a la presidencia de Fútbol Club Barcelona, previstas inicialmente para el verano de 2021. En mayo de 2015, Font ya había presentado su proyecto para el Futbol Club Barcelona, “Sí al futur”, donde detalló las líneas maestras del modelo que creía que el club debería seguir. En el año 2010 formó parte de la candidatura de Marc Ingla a las elecciones del Fútbol Club Barcelona.

## Diari Ara
Font es accionista fundador (año 2010) y miembro del consejo de administración y consejo editorial del Diari Ara.